# معتز یاسین
معتز یاسین (عربی: معتز ياسين محجوب الفتياني؛ زادهٔ ۳ نوامبر ۱۹۸۲) بازیکن فوتبال اهل اردن است.
از باشگاه‌هایی که در آن بازی کرده‌است می‌توان به باشگاه ورزشی الفیصلی اشاره کرد.
وی همچنین در تیم ملی فوتبال اردن بازی کرده‌است.